# Marco Sobieski
Marco Sobieski (em polonês/polaco:  Marek Sobieski, em lituano:  Marekas Sobieskis, 1549/1550 – 1605) foi um nobre Polaco-Lituano pertencente à classe dos szlachta.

## Biografia
Marco Sobieski era filho mais velho nascido do casamento do magnata João (Jan) Sobieski (1518 - 1564) e de Catarina (Katarzyna) Gdeszyńska. Foi cortesão desde 1577, Porta-bandeira da coroa (Polónia) (Chorąży nadworny koronny) a partir de 1581, castelão de Lublin desde 1597, e voivoda de província de Lublin desde ca. 1597/98.

### Casamentos e descendência
Marco Sobieski casou ca. 1575/79 com Edviges (Jadwiga) Snopkowska (1556/59 - 1588/89), filha de Jaime (Jakub) Snopkowski, de quem teve seis filhos:
1. Jaime (Jakub), (1573/80-1646), pai do rei João III da Polônia;
2. Sofia (Zofia), casou com Jan Wodynski, voivoda da Podláquia;
3. Alexandra Mariana (Aleksandra Marianna), casou com Krzysztof Wiesiolowski, Grande Marechal da Lituânia;
4. Catarina (Katarzyna), casou com Stanislaw Radziejowski, voivoda de Leczycki;
5. Griselda (Gryzelda); casou com: (1) Dadźbóg Karnkowski, Voivoda de Dorpat; (2) Jan Rozdażewski;
6. Ana (Anna), abadessa em Grodno.

Em 1590 voltou a casar com Catarina (Katarzyna) Teczynska (+1650) de quem teve um filho:
1. João (Jan), morto em 1627.

## Nome completo

Brasão Janina.

Em língua polaca o seu nome completo era Marek Sobieski herbu Janina, ou seja "Marco Sobieski do brasão de Janina".
O "Janina" era um brasão de armas de um clã da nobreza polaca, usado por diversas famílias nobres que descendiam, por linha masculina, dos senhores medievais de Janina (que deram o nome ao clã) ou que legalmente foram adoptados no clã depois de enobrecidos.
Assim, na Polónia, o nome completo permitia identificar a origem de determinada família nobre.